# Свиблово (электродепо)
Электродепо́ «Сви́блово» (ТЧ-10) — электродепо Московского метрополитена, обслуживающее Калужско-Рижскую линию с 30 сентября 1978 года.

## Обслуживаемые линии
| Линия            | Период                 |
| ---------------- | ---------------------- |
| Калужско-Рижская | 1978 — настоящее время |

## Подвижной состав

### Пассажирский подвижной состав
| Тип вагонов                        | Период                             | Вагонов в составе | Состояние               |
| ---------------------------------- | ---------------------------------- | ----------------- | ----------------------- |
| Е, Еж, Ем-508, Ем-509              | 1978—1996                          | 7                 | списаны                 |
| 81-717.5/714.5                     | 1992—2021                          | 8                 | списаны                 |
| 81-717.5М/714.5М                   | 1993—2021                          | 8                 | списаны                 |
| 81-717/714                         | 2011— 2019                         | 8                 | списаны                 |
| 81-760/761 «Ока»                   | 2017— 2018, 2021 — настоящее время | 8                 | регулярная эксплуатация |
| 81-760А/761А/763А «Ока»            | в 2018, 2021—2023                  | 8                 | переданы                |
| 81-765/766/767 «Москва»            | 2018 — настоящее время             | 8                 | регулярная эксплуатация |
| 81-765.3/766.3/767.3 «Москва»      | 2018—2020, 2021 — настоящее время  | 8                 | регулярная эксплуатация |
| 81-765.4/766.4/767.4 «Москва-2019» | 2019—2020, 2021 – настоящее время  | 8                 | переданы                |
| 81-775/776/777 «Москва-2020»       | декабрь 2020 — декабрь 2021        | 8                 | переданы                |